# Совместное одноранговое производство
Совместное одноранговое производство (другой вариант перевода — совместное производство на равных) — это термин, введённый профессором Гарвардской Юридической Школы Йохаем Бенклером. Он описывает новую модель социо-экономического производства, в котором креативная энергия большого числа людей координируется (обычно с помощью Интернета) в рамках больших, значимых проектов преимущественно без традиционной иерархической организации. Эти проекты часто, но не всегда, задумываются без финансового вознаграждения для участников. Этот термин часто заменяется термином социальное производство.
Йохай Бенклер противопоставляет совместное одноранговое производство производству на традиционной корпоративной основе (в котором задачи делегируются исходя из централизованного принятия решений) и рыночному производству.
Термин впервые был представлен и описан в плодотворной работе Йохая Бенклера «Пингвин Коуза, или Linux и природа предприятия». Книга Йохая Бенклера от 2006 года, «Богатство сетей» значительно углубляет эти идеи. В этой книге Бенклер делает различие между совместным одноранговым производством и одноранговым производством. Первое основано на разделении ресурсов между большим числом индивидов, которые кооперируются друг с другом. Последний термин является подмножеством совместного однорангового производства. Он относится к производственному процессу, который основан на индивидуальном действии, самостоятельно выбранном и децентрализованным. YouTube и Facebook, к примеру, основаны на одноранговом производстве.
В «Викиномике: Как массовое сотрудничество изменяет всё», Дон Тапскотт и Этони Д. Вильямс предполагают наличие мотивационного механизма в одноранговом производстве. «Люди участвуют в деятельности сообществ производителей на равных по различным
внутренним причинам» — пишут они — «Иначе говоря, люди участвуют в деятельности
пиринговых сообществ просто потому, что это им нравится. Он чувствуют страсть к тому, чем занимаются, и стараются сделать что-то новое или улучшить существующее».
Аарон Кроун (Free Software Magazine) предлагает другое определение:
«совместным одноранговым производством можно назвать любое начинание (преимущественно) расположенное в интернет, посредством которого добровольцы вносят вклад в компоненты проекта, и там существует определённый процесс комбинирующий их для проведения унифицированной интеллектуальной работы. Совместное одноранговое производство (СОП) охватывает собой различные типы интеллектуальных продуктов, от программного обеспечения до библиотек количественных данных и докуметов для чтения (инструкций, книг, энциклопедий, обзоров, блогов, периодики и т. п.)»

## Принципы
Во-первых, потенциальные задачи однорангового производства должны быть модульными. Это значит, что цели могут быть делимы на компоненты, или модули, каждый из которых может быть произведён независимо. Это позволяет производству быть интегральным и асинхронным, соединяя индивидуальные усилия множества людей с разным бэкграундом и навыками, которые доступны в разное время и в разных местах.
Во-вторых, важна гранулярность модулей. Гранулярность показывает степень на которую объект может дробиться на меньшие части (размер модуля). Разные уровни гранулярности позволят людям с разными уровнями мотивации работать вместе, участвуя в мало или много-гранулярных модулях, исходя из их уровня интереса в проекте и мотивации.
В-третьих, успешное одноранговое производство должно обладать малозатратной интеграцией — механизмом при помощи которого модули объединяются в один конечный продукт. Таким образом, интеграция должна включать в себя одновременно контроль качества над модулями и механизм для соединения вкладов в законченный продукт по относительно низкой цене.

## Примеры
- Linux — операционная система
- Slashdot — англоязычный новостной сайт
- Wikipedia — онлайн энциклопедия
- Distributed Proofreaders — веб-проект по оцифровке книг для проекта проекта «Гутенберг».
- SETI@home — научный некоммерческий проект добровольных вычислений на платформе BOINC
- Sourceforge — система совместной разработки компьютерных программ.
- Проект RepRap — инициатива, направленная на создание самокопирующегося 3D-принтера
- Pirate Bay — крупнейший в мире BitTorrent-индексатор
- OpenStreetMap — некоммерческий веб-картографический проект
- Аппропедия — веб-сайт wiki для совместных решений в области выживания, ликвидации бедности и международных разработок
- Wikiprogress
- Ushahidi
- Kuro5hin
- Clickworkers

## Результаты
Некоторые результаты:
- кастомизация/специализация: со свободным и открытым программным обеспечением небольшие группы имеет возможность модифицировать большой проект в соответствии с определёнными нуждами
- Долговечность: будучи выпущен под свободной копилефтной лицензией, код уже практически невозможно убрать из общественного пользования
- Перекрёстная занятость: эксперты в определённой области могут работать над более чем одним проектом без юридических преград
- Ревизия технологий: исходная технология даёт возможность нового применения существующих проектов
- Кластеризация технологий: группы продуктов имеют тенденцию кластеризироваться вокруг ядра технологии и интегрироваться друг с другом.

## Смежные концепции
В последнее время (особенно с начала 2021 года) очень активно развиваются децентрализованные автономные организации (DAO), большинство из которых строят свои производственные процессы по модели совместного однорангового производства. Таким образом любой человек может стать участником DAO, самостоятельно выбирать и выполнять любые задачи. Для постоянных участников может быть предусмотрена выплата зарплат. Вознаграждение выплачивается в собственных токенах данного DAO, других криптовалютах или фиатных валютах. Это позволяет людям заниматься работой, которая им нравится и в которой они компетентны, брать на себя только ту ответственность которую они сами хотят. Владение токенами организации в некоторых DAO позволяет принимать участие в голосованиях по важным для организации решениям или обеспечивает получение дивидендов.
Легкость вступления и выхода из организации — одна из черт адхократии.
Принцип совместного однорангового производства близок к концепции коллективного изобретения, модели открытых инноваций в экономике, введённых в оборот Робертом Алленом.

## Открытое сообщество
Открытое сообщество это применение идеи открытого кода в совместной деятельности. Что отличает открытое сообщество от закрытого — возможность для всех присоединиться и участвовать, выбор направления и задач определяется всеми членами сообщества, а результат работы доступен под свободной лицензией.

### Проекты
Проект Открытого сообщества это проект программного обеспечения, который предлагает «Свободное пространство» людям вокруг темы, которая объединяет их, и открыт для всего мирового сообщества.
Открытость означает свободу от платы за содействие или участие, в то же время означая отсутствие дискриминации в том смысле, что какая-то группа будет отстранена от участия в развитии проекта.
Проекты открытых сообществ находят место как в реальном мире, так и в «виртуальном» и часто поддерживаются при помощи открытого программного обеспечения, такого как Вики, рассылки, дискуссионные форумы, чат, механизмы опросов и так далее.
Типичный пример использования термина: «Было бы прекрасной идеей, чтобы ООН, США и ЕС и другие демократии предложили бы также свободное дисковое пространство, которым они обладают, своим сообществам для развития на нём Проектов Открытого сообщества и Свободного пространства, чтобы стимулировать участие их и других граждан в демократиях и сохраняя уровень демократии так высоко на сколько это возможно.

## Преимущества
Предприятия однорангового производства имеют два основных преимущества перед рыночными и корпоративными иерархиями:
1. Информационная выгода: одноранговое производство позволяет индивидам назначать себе те задачи, которые им подходят. Множество индивидов может генерировать более динамичную информацию, которая отражает индивидуальные навыки и „многообразие человеческой креативности“
2. Большое разнообразие человеческих и информационных ресурсов: ведёт к существенному увеличению отдачи от количества людей, ресурсов и проектов, которые могут быть выполнены без необходимости в контракте или другом факторе препятствующем должному использованию ресурса для проекта.[8]

## Критика
Некоторые полагают, что видение совместного однорангового производства (СОП), будучи мощным и революционным, должно быть усилено в своей основе из-за якобы ложных допущений касательно свободного и открытого программного обеспечения (СОПО).
Литература о СОП регулярно и недвусмысленно указывает на образцы СОПО как образцы зарождающейся кооперации, основанной на преимуществе простоты, где не требуется надзирающее лидерство (без «рыночных сигналов и управленческих комманд», говоря словами Бенклера).
Это можно оспорить, так как разработка любого нетривиального программного обеспечения, будь оно свободное или проприетарное, некоторое подмножество (многих) участников всегда играет -недвусмысленно и сознательно- роль лидирующей системы и подсистемы дизайнеров, определяющих архитектуру и функционал, в то время как большинство людей работают «под ними» в логическом, функциональном смысле.